# الحرب الكارلية الثالثة
الحرب الكارلية الثالثة (بالإسبانية: Tercera Guerra Carlista)‏ هي واحدة سلسلة الحروب الثلاثة الكارلية التي نشبت في إسبانيا في عام 1872 وانتهت عام 1876. وخلال هذا الصراع، تمكنت القوات الكارلية من احتلال عدة مدن في المناطق الداخلية من إسبانيا، أهمها بلدات لا سيو دي أورغل وإستيا في منطقة نافارا. كانت إيزابيل الثانية في المنفى، وأماديو الأول، ملكًا في عام 1870، وكان لا يحظى بشعبية كبيرة من قبل الشعب. وقد خلفت الحرب ما بين 7.000 قتيل و50.000 جريح.
قبل الحرب، تخلت الملكة إيزابيلا الثانية عن العرش في عام 1868، ونُصّب ابن ملك إيطاليا أماديو الأول الذي لا يحظى بشعبية ملكًا لإسبانيا عام 1870. ردًا على ذلك، حاول المتظاهر بالكارلية، كارلوس السابع، الحصول على دعم من مناطق إسبانية مختلفة، من خلال التعهد بإعادة تطبيق مختلف العادات والقوانين الخاصة بكل منطقة. أعلن الكارليون إحياء الدساتير الكتالونية، والفالنسية، والأراغونية التي ألغاها الملك فيليب الخامس في مطلع القرن الثامن عشر في مراسيم وأوامر ملكية تتضمن تخطيطًا جديدًا أحادي الجانب.
نادى الكارليون بدعوة إلى التمرد في كتالونيا، وفي منطقة الباسك خاصة (غيبوثكوا، وألافا، وبيسكاي، ومنطقة نبرة)، حيث تمكن الكارليون من إنشاء دولة مؤقتة. خلال الحرب، احتلت القوات الكارلية عدة بلدات إسبانية داخلية، أهمها: لا سيو دي أورغل، وإستيلا في منطقة نبرة، كما حاصروا مدينتي بلباو وسان سيباستيان، ولكنهم فشلوا في الاستيلاء عليهما.
شهدت الحرب الكارلية الثالثة سلسلة من التغيرات في النظام الإسباني، بدءًا بإعلان الجمهورية الإسبانية الأولى بعد تنازل أماديو الأول عن الحكم في فبراير 1873. بعد مرور أكثر من عام، في ديسمبر 1874، نصب انقلاب عسكري حاكمًا جديدًا من آل بوربون وهو ألفونسو الثاني عشر، الأمر الذي شكل بداية عودة البوربون إلى إسبانيا.
بعد أربع سنوات من الحرب، في 28 فبراير 1876، هُزِم كارلوس السابع، ونُفي إلى فرنسا. في اليوم نفسه، دخل ملك إسبانيا ألفونسو الثاني عشر إلى بنبلونة. بعد انتهاء الحرب، أُلغيت دساتير الباسك (فويروس/فورواك)، ما نقل الحدود الجمركية من نهر إيبرو إلى الساحل الإسباني. ألغي الحكم الذاتي في الأقاليم الخاضعة للقانون، والتي تركها قرار الحرب الكارلية الأولى، وأصبح تجنيد الشباب في الجيش الإسباني إلزاميًا.
أسفرت الحرب عن وقوع ما بين 7,000 و50,000 قتيلًا

## مقدمة
بدأت الحرب الكارلية الثالثة عام 1871، بعد الإطاحة بإيزابيل الثانية في الثورة المجيدة عام 1868، وما تلاها من تتويج أماديو الأول من سافوي ملكًا لإسبانيا عام 1870.كان اختيار أماديو الأول ملكًا بدلًا من كارلوس السابع، المتظاهر الكارلي، بمثابة إهانة كبيرة للكارليين الذين حظيوا بتأييد قوي في شمال إسبانيا، وخاصة في كتالونيا، ومنطقة نبرة، ومقاطعة الباسك (منطقة الباسك).
بعد حدوث بعض الخلافات الداخلية عام 1870-1871، والتي انتهت بإقالة رامون كابريرا من رئاسة حزب الكارلية، بدأ الكارليون انتفاضة عامة ضد حكومة أماديو الأول وأنصاره الليبراليين. تُوجت الصراعات الطويلة بين التقدميين الإسبان (المركزيين)، والمتمسكين بالتقاليد بحدوث الحرب الكارلية الثالثة، التي بدأت بعد حرب الاستقلال الإسبانية (1808-1814)، وإصدار دستور كاديز (دستور إسبانيا) عام 1812، الذي أنهى النظام القديم في إسبانيا، كما أدى انعدام الثقة والتنافس بين أفراد العائلة المالكة إلى تأجيج الصراع. كانت الحروب الكارلية الثلاثة قد بدأت لأسباب مختلفة: أدى إطلاق المراسيم البراغماتية التي أقرها فيرناندو السابع إلى اندلاع الحرب الكارلية الأولى، في حين أدى انعدام القدرة على التوصل إلى تسوية إلى اندلاع الحرب الكارلية الثانية، كما أدى تنصيب ملك أجنبي ملكًا لإسبانيا إلى اندلاع الحرب الكارلية الثالثة.

وصف مؤلفون معاصرون الحرب الكارلية الثالثة بأنها مميتة، خاصة بالنسبة للمدنيين.
الجرس يدق حتى الموت عبر بلدة إيغوالادا، تفاصيل فظيعة موت الناس من الحراب، واحتراق المنازل والمصانع التي تُهاجم عند الفجر، والسطو، والاغتصاب، والإهانات...
مجلة لا كمبانا دي جراسيا حول أحداث الحرب الكارلية الثالثة في بلدة إيغوالادا (برشلونة)، 28 يوليو 1873
رويت آلاف الفظائع المرتكبة عند دخول الكاروليين إلى فندريل، والتي نفذت من أتباع الاستبداد والطغيان... إذا سقط إخوتنا على حافة خنجر الكارليين، فلماذا يجب أن نحسب نحن الليبراليون معهم؟.. من الضروري مجابهة الحرب بالحرب واستخدام كل أنواع الموارد لإبادة قطاع الطرق الذين يحرقون ويسرقون ويقتلون باسم الدين والسلام.

لا ريدينسيون ديل بويبلو، 6 مارس، 1874، حول دخول الكارليين إلى بلدة فندريل (طراغونة)

## الأحزاب المقاتلة

### الكارليون
تأسس حزب الكارليين في السنوات الأخيرة من حكم فيرناندو السابع (1784-1833). سميت الكارلية على اسم الإنفانتي كارلوس ماريا إيسيدرو (1788-1855)، كونت مولينا وشقيق فيرناندو. ألغت المراسيم البراغماتية، التي نشرها فيرناندو عام 1830، القانون السالي، الأمر الذي أعطى الفرصة للنساء بأن يكن ملكات لإسبانيا بمفردهن، ما يعني أن إيزابيل، ابنة فيرناندو، أصبحت وريثة العرش بدلًا من أخيه كارلوس.
تحول كارلوس على الفور إلى قضية قد تتحد حولها الجماعات المحافظة في إسبانيا. شكلت معاداة الليبرالية من كتّابٍ مثل: فرناندو دي زيبالوس، ولورنزو هيرفاس باندورو، وفرانسيسكو ألفارادو خلال عشرينيات القرن التاسع عشر مقدمة للحركة الكارلية. ثمة جانب آخر هام من الأيدولوجية الكارلية، وهو دفاعها عن الكنيسة الكاثوليكية ومؤسساتها، بما في ذلك محاكم التفتيش، والقوانين التابعة الخاصة، ضد التاج الأكثر ليبرالية نسبيًا. ميّز الكارليون أنفسهم بالتقاليد العسكرية الإسبانية، إذ اعتمدوا الصليب البرغندي لوحدة جنود المشاة الثالثة من القرن السادس عشر والسابع عشر. كان هذا الحنين إلى ماضي إسبانيا بمثابة نقطة حشد مهمة للحركة الكارلية. كان هناك أيضًا دعمٌ واضح للنظام الإقطاعي الذي أزاحه الاحتلال الفرنسي، على الرغم من أن المؤرخين يختلفون في هذا الأمر. أوجز الكارليون معتقداتهم في الشعار: لله، للوطن والملك».
في ظل الجو الديني المحافظ الذي ساد في إسبانيا في القرن التاسع عشر، استقطبت الحركة الكارلية عددًا كبيرًا من التابعين، خصوصًا بين شرائح المجتمع التي أبدت استيائها من الليبرالية المتنامية للدولة الإسبانية. كان معظم مؤيدي الكارلية من المناطق الريفية، خصوصًا في الأماكن التي كانت تتمتع سابقًا بوضع خاص قبل عام 1813، مثل كتالونيا، وخصوصا إقليم الباسك. في هذه المناطق من البلد، حظي الكارليون بدعمٍ من الفلاحين الكاثوليك والنبلاء الصغار، وكبار النبلاء بين الحين والآخر.

## الأحداث
خشي الجمهوريون في فرنسا أن يمهد انتصار كارلوس السابع في إسبانيا عودة الملكية إلى فرنسا. لذا عمد الفرنسيون إلى حرب إسبانيا. حرك الفرنسيون تيار الجمهوريين في إسبانيا ودفعهم إلى مقاومة دوق مدريد الكارلي الذي كان يسيطر على ثلثي البلاد. إلا أن أنصار كارلوس السابع كانوا قد تمكنوا من إلحاق الهزيمة بالجمهوريين عام 1873-1874. الا أن الجنرال بريمو دي ريفييرا تمكن من النيل منهم في معركة خاضها في مدينة إستيا في 19 فبراير 1876، لصالح الملك ألفونسو الثاني عشر. قام الكارليون بقتل أسراهم من الجمهوريين في مذبحة أبازوزا.

### دخول مدريد
قام القائد ألفونسو الثاني عشر بدخول مدريد. وبذلك انتهت الحروب الكارلية التي تميزت بطابعها الداخلي المتمسك بإسبانيا التقليدية الموروثة عن القرون الوسطى، وحيث العلاقات السياسية علاقات ولاء وطاعة بالنسبة لعامة الشعب وامتيازات واستغلال بالنسبة للطبقة الحاكمة المؤلفة من عناصر الإقطاع والنبلاء .

## ما بعد الحرب
شكلت كانت نهاية الحرب بزوغ فجر نظام سياسي، وواقع اجتماعي جديد أثر على عموم إسبانيا. فقد أُنشئت الملكية الدستورية الجديدة، التي تأسست عام 1876، وسط الكثير من العنف والقليل من التفاوض والتشاور. استند النظام الجديد إلى القوة العسكرية وقوات الشرطة شبه العسكرية، التي توطدت خلال القرن التاسع عشر من خلال الدفاع عن الدولة المركزية والقضاء على الانتفاضات الشعبية. لذلك، فقد كان النظام الجديد سببًا في ضمان الحفاظ على مصالح الأقلية السياسية والاقتصادية في إسبانيا، أي الأرستقراطية الزراعية والبرجوازية الصناعية، وتوسيع نطاقها.
ظهرت أيديولوجية سياسية جديدة من القومية الأسبانية، مرتبطة بالحاجة إلى إسبانيا حديثة، والواقع أن هذه الإيديولوجية كانت تستند إلى أسس المركزية والتجانس. أشار آدم شوبرت إلى أن العديد من المواطنين الإسبان رفضوا هذه الفكرة، الأمر الذي بنى أسس «مشكلة وطنية» مثيرة للجدل ما زالت قائمة في إسبانيا حتى يومنا هذا.

### إلغاء الحكم الذاتي
أدت حملة التاج الإسباني القاسية بعد الحرب الكارلية الأولى إلى الحد من استقلالية النظام المؤسساتي والقانوني في إقليم الباسك (1839-1841)، ولكن ذلك حدث فعليًا بعد الحرب الكارلية الثالثة. من بين قوات الجيش الحكومي الضخم الذي احتل بنبلونة، تمركز 40,000 جنديًا في مقاطعات الباسك حيث فرضت الأحكام العسكرية. أدت هزيمة الكارليين إلى نهاية الحكم الذاتي في إقليم الباسك.

## نتائج
بعد نهاية الحرب، تم إلغاء المواثيق والاتفاقيات مع إقليم الباسك، وتم تحويل الحدود الجمركية من نهر إيبرو إلى الساحل وإنشاء التجنيد الإجباري في الجيش الإسباني للشباب في الأراضي المستأجرة.